# John Reid (velejador)
John Sidney Reid (Atlanta, 27 de novembro de 1918 — Miami, 17 de maio de 1954) foi um velejador estadunidense, medalhista olímpico. Ele competiu nos Jogos Olímpicos de Verão de 1952 na classe Star e conquistou a medalha de prata na disputa a bordo do Comanche com John Price.